# Titanosuchus
Titanosuchus (gran cocodrilo) ferox  es una especie extinta de terápsido dinocéfalo que vivió en el Pérmico Superior en Sudáfrica. A pesar de su nombre (el sufijo -suchus se usa a menudo para denominar cocodrilos extintos), no está en absoluto relacionado con los cocodrilos.
Junto con sus estrechamente relacionados, Jonkeria y Moschops, Titanosuchus habitó la Sudáfrica actual, hace 255 millones de años, en el Pérmico Superior. Titanosuchus fue un carnívoro y pudo haberse alimentado tanto de Jonkeria como de Moschops, entre otros vertebrados. Sus dientes incluían incisivos afilados y caninos con forma de colmillo, ideales para cortar sus presas.
Titanosuchus rivalizaba con Titanophoneus, el cual también era un carnívoro dinocéfalo, pero que vivió solo en Rusia. Titanosuchus no debe ser confundido con el Eotitanosuchus, el cual pertenece a una familia diferente. Este depredador, que habitó la tierra hace 255 millones de años, tenía dientes afilados y curvos para desgarrar carne y propinar heridas a presas como Moschops y otros grandes herbívoros de movimientos lentos.